# Mittelbau-Dora

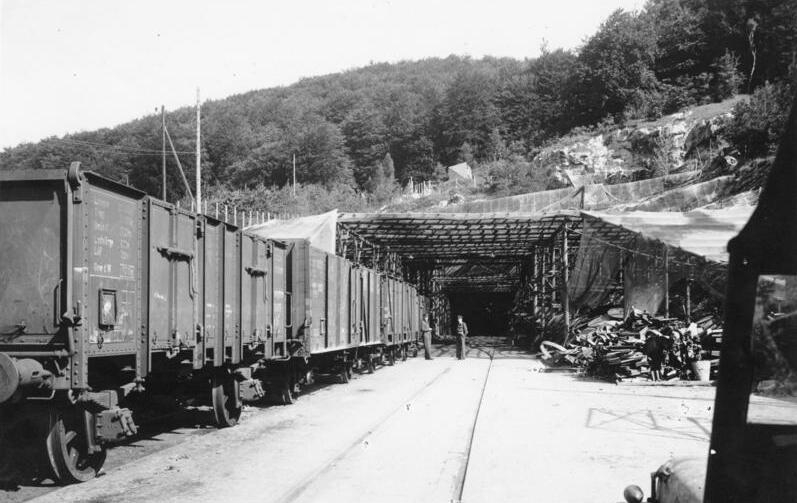
Nákladní vagony před tunelem do štol pod horou Kohnstein

Mittelbau-Dora (KZ Dora-Mittelbau) byl německý koncentrační tábor, který se nacházel poblíž města Nordhausen v Německu. Byl založen během druhé světové války 28. srpna 1943 jako pobočný tábor koncentračního tábora Buchenwald a jeho hlavním cílem byla výroba raket Aggregat 4 (V-2) a letounových střel V-1. Za 18 měsíců existence Dory prošlo táborem kolem 60 000 vězňů z 48 zemí a přibližně 20 000 z nich zemřelo v důsledku nelidských a pracovních podmínek. Koncentrační tábor byl osvobozen americkou armádou 11. dubna 1945.

## Kohnstein

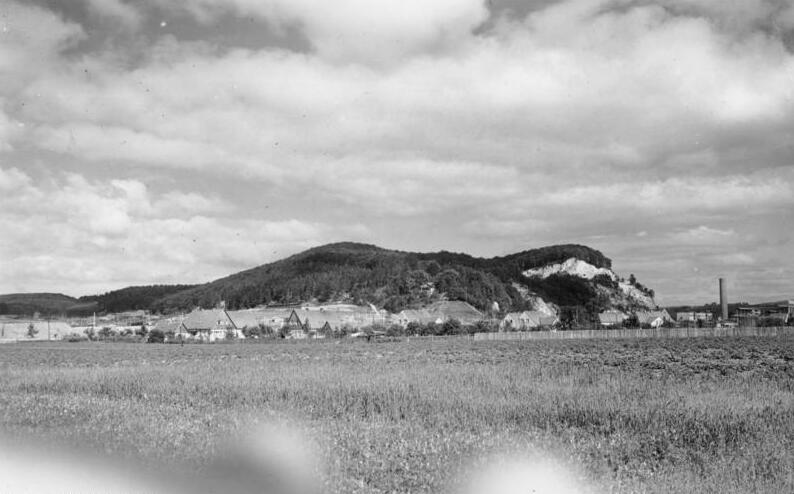
Kohnstein

Kohnstein je vápencový kopec ležící na jižním úpatí středoněmeckého pohoří Harz. Chemický koncern IG Farben těžil v kopci od dob první světové války anhydrit. Vzniklé štoly převzal v roce 1935 státní podnik WIFO a zájmy obou koncernů se spojily. Pod horou Kohnstein začal vznikat rozsáhlý systém dvou tunelů A a B v délce 1 800 metrů, které byly postupně propojovány 150 až 200 metrů dlouhými štolami. Ve vybudovaných štolách skladovala firma Wifo strategické válečné suroviny. Když bylo vybombardováno armádní výzkumné středisko raketových zbraní v Peenemünde bylo rozhodnuto přemístit výrobu raket do podzemí hory Kohnstein. V době převzetí tohoto podzemního systému s více než 100 000 m² plochy byly dohotoveny oba dva tunely a 46 propojovacích štol. Firma Wifo byla pověřena vyklidit štoly a připravit vše na přemístění techniky i odborníků z Peenemünde, aby mohla být v co nejkratší době zahájena výroba raket V-2. Tomu mělo sloužit i masové nasazení vězňů z koncentračních táborů, konkrétně z Buchenwaldu.

## Koncentrační tábor

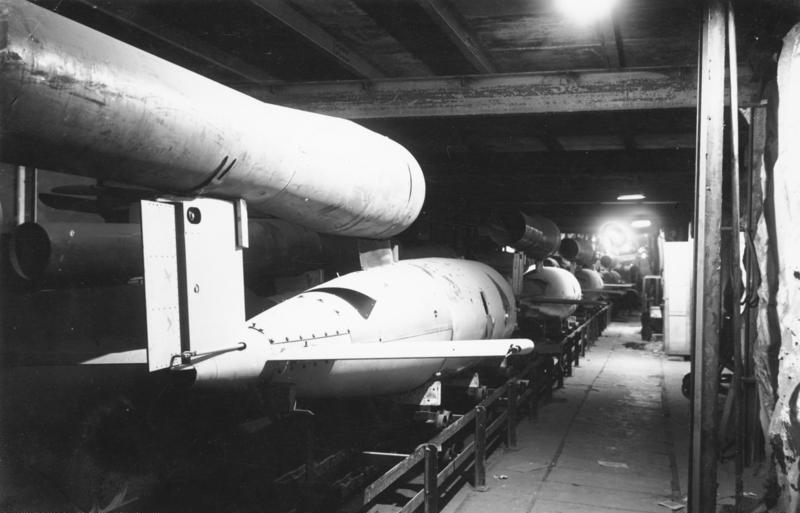
V-1

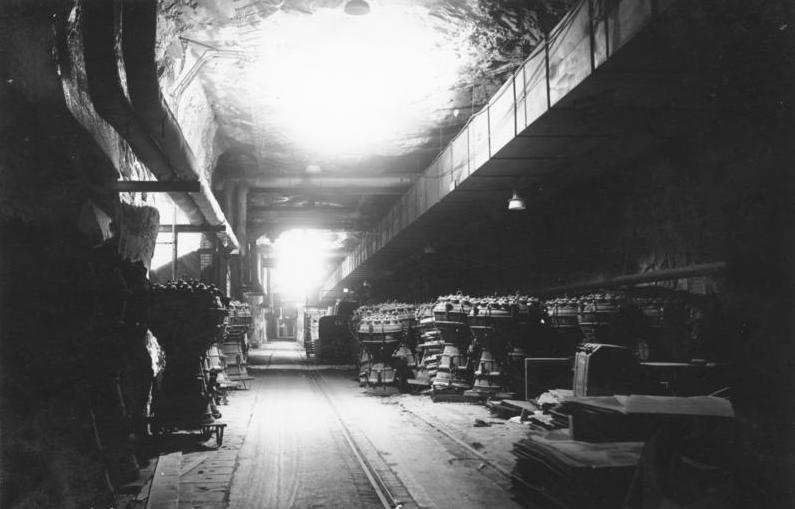
Štola 29 – zde probíhala montáž spalovacích komor V-2

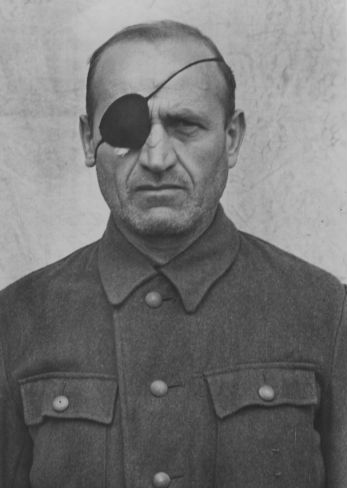
Otto Förschner - od září 1943 velitel koncentračního tábora. V únoru 1945 nahrazen Richardem Baerem. V dubnu 1945 byl Förschner zajat americkou armádou a 13.12.1945 odsouzen k trestu smrti. Rozsudek byl vykonán oběšením 28. května 1946

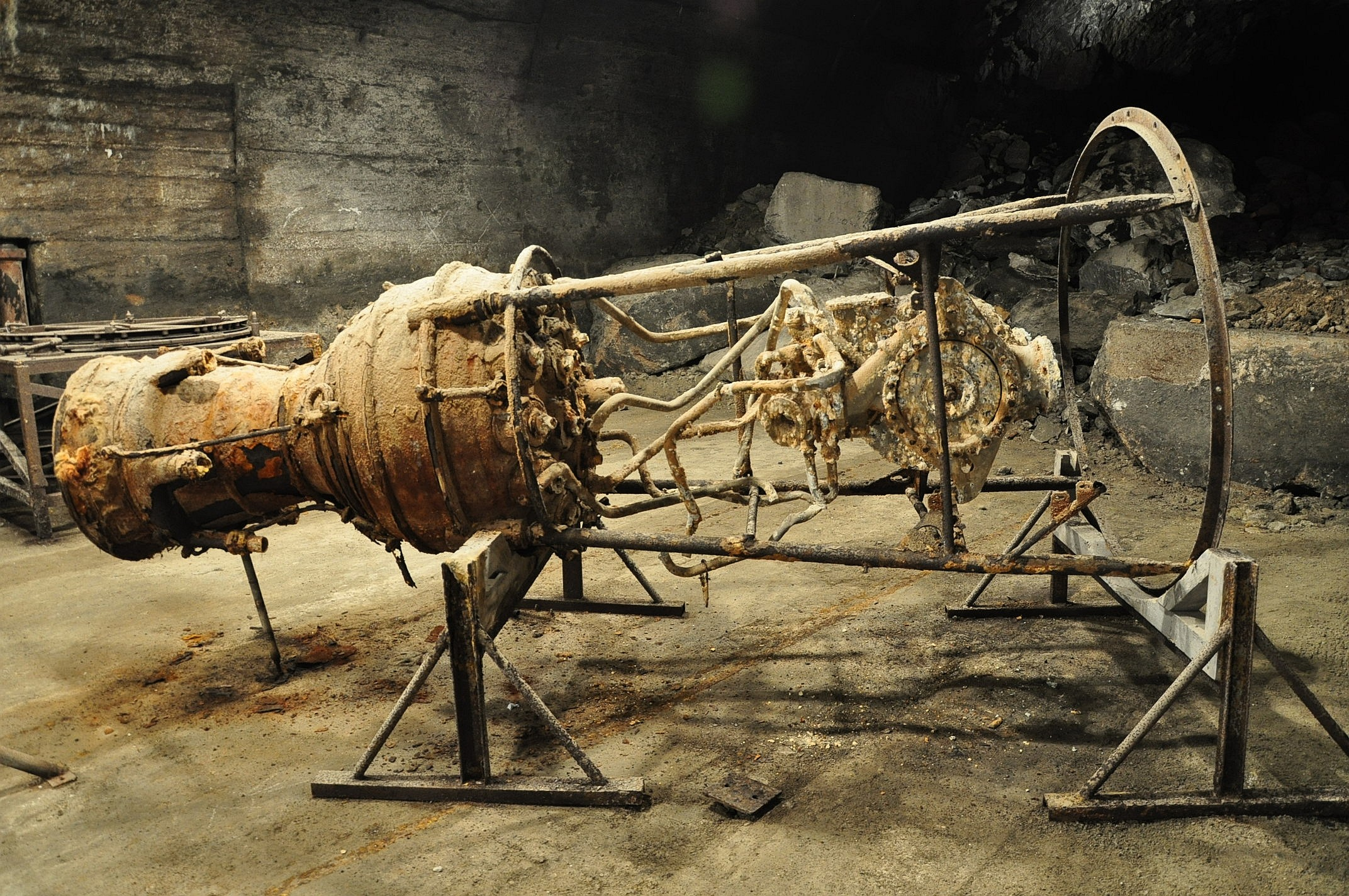
Detail zachovalé spalovací komory V-2 nalezené v podzemí

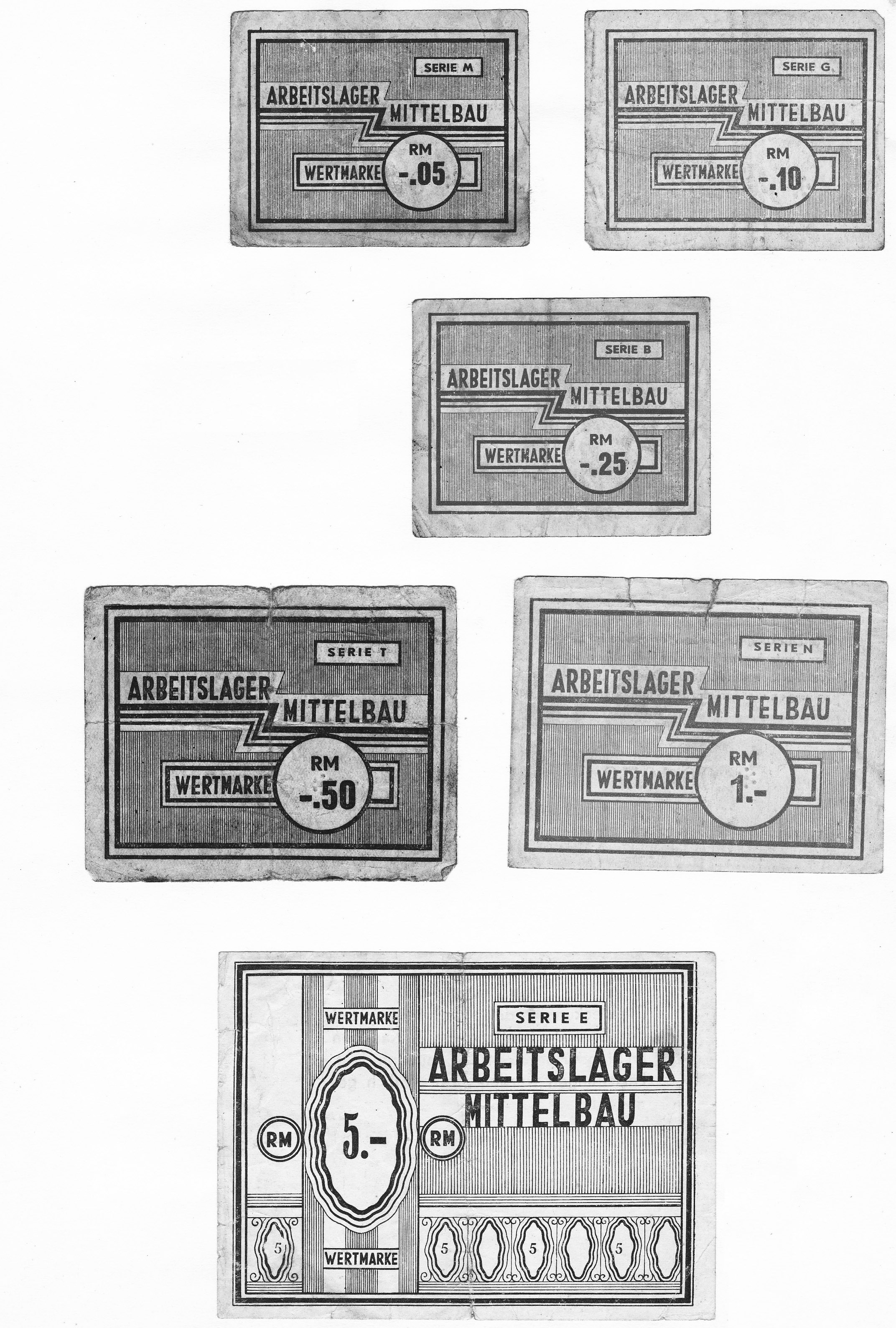
Peníze používané v koncentračním táboře

První transport se 107 vězni dorazil k tunelům 28. srpna 1943, tedy deset dní po bombardování Peenemünde. Zpočátku byly životní podmínky pro vězně velmi špatné. V prvních měsících jich mnoho zemřelo na podvýživu, vyčerpání a kvůli katastrofálním hygienickým podmínkám. Odstřely tunelů probíhaly nepřetržitě ve dne i v noci a vězňům nezbývalo než spát na zemi. Druhý transport byl vypraven z KT Buchenwald 2. září a postupně byly štoly 39-42 (později i 43-46) vybaveny čtyřposchoďovými dřevěnými palandami. Dne 19. října byla firma Mittelwerk GmbH pověřena po vybudování podzemní továrny dodávat nacistické armádě měsíčně 900 raket, celkem 12 000 kusů. První tři rakety V-2 byly dokončeny 1. ledna 1944. V únoru byla zahájena rozsáhlá výstavba venkovního koncentračního tábora a 27. března zahájen provoz v krematoriu KT Dora – do té doby bylo z Dory do Buchenwaldu přepraveno 2 939 mrtvých těl ke spálení a posláno několik transportů vysílených a nemocných vězňů k likvidaci do KT Bergen-Belsen a Lublinu (Majdanku). V říjnu bylo rozhodnuto přeměnit Doru z pobočného tábora KT Buchenwald na samostatný tábor Mittelbau. Zároveň podle ministerského výnosu firma Mittelwerk přebírá veškeré objekty i realizaci dalších projektů podzemní výroby zbraní a válečného materiálu v prostoru Mittelbau, včetně dosavadní pobočky firmy Wifo. Dne 4. dubna 1945 spojenecké letectvo provedlo zničující nálet na Nordhausen, při kterém zahynulo i mnoho vězňů. Ihned na to byla zahájena evakuace Dory tzv. pochody smrti směrem ke KT Bergen-Belsenu a ke KT Sachsenhausen. Dva dny po náletu byl vypraven zvláštní vlak raketových odborníků, mezi kterými byl i Wernher von Braun směrem k Alpám. Ve všech zbrojních závodech firmy Mittelwerk byla 10. dubna zastavena práce a všichni vedoucí i dozorci opustili oblast Kohnsteinu. Americká armáda den poté obsadila Nordhausen a po příjezdu do KT Dora nalezla 680 zbývajících a zcela vysílených vězňů. Většina ostatních byla osvobozena anglickými jednotkami 15. dubna v KT Bergen-Belsen. V létě roku 1948 sovětští ženisté oba tunely odstřelili, tak jako i část prostoru v podzemí.
V průběhu pozdějších let vláda NDR z koncentračního tábora vybudovala památník. Byly zasypány veškeré zbytky po barácích, naopak bylo opraveno krematorium a vytvořen památník na bývalém appelplatzu. Největším lákadlem pro návštěvníky se pak stalo v letech 1988 až 1995 vybudování nového tunelu do podzemí, který byl proražen v prostoru zavaleného portálu tunelu B a ústí kolmo do tunelu A. Je zde možno prohlédnout část vybetonovaného tunelu A s vystavenými zbytky motoru V-2. Návštěvník také spatří zbytky raket V-1 v galerii 46 a 45. Servisním tunelem navštíví též zaplavenou galerii 44. Zbytek podzemní továrny však zůstává vzhledem k špatnému stavu nadloží definitivně uzavřen.

## Sabotáže
Výroba raket V-2 se potýkala s velkou zmetkovitostí hotových raket. Hlavní příčinou neúspěchů bylo to, že sériová výroba byla zahájena v době, kdy V-2 měla ještě konstrukční závady. Jen od 1. ledna 1944 bylo provedeno na raketě kolem 12 000 konstrukčních změn. Další příčinou bylo nasazení vězňů při výrobě raket a to jak neodborností, tak uvědomělou sabotáží. Kvůli vysokým trestům se jednalo o drobné sabotáže jednotlivců, ale podařilo se i zastavit chod celé továrny na 22 dní.
Při výrobě V-2 zemřelo více lidí, než bylo zabito při jejich výbuchu. Na jednu použitou raketu V-2 padlo v koncentračním táboře asi 6 lidských životů.